# Comisario europeo de Asuntos de Interior
El comisario de Asuntos de Interior es el miembro de la Comisión Europea competente para la cartera de los asuntos referentes a la seguridad interior y a los movimientos migratorios que afectan a la Unión Europea. 
La cartera de Interior fue creada en 2010 por el presidente Barroso cuando formó su segundo Colegio de Comisarios, y resulta de la separación en dos de la antigua cartera única de Interior y Justicia, desempeñada por un Comisario de Libertad, Seguridad y Justicia. Las competencias de esta cartera en la Comisión Von der Leyen actual las ostenta la sueca Ylva Johansson, comisaria de Asuntos de Interior y Migraciones.

## Competencias en seguridad interior
El Comisario de Interior es el responsable de impulsar y dirigir las políticas comunes relativas a la seguridad ciudadana de los europeos y de proveer las medidas necesarias para consolidarla. Entre las materias sometidas al ámbito de su competencia se encuentran:
- la cooperación policial, tanto entre los Estados de la Unión como la de ésta con terceros países, y su impulso y reglamentación;
- la lucha antiterrorista en el interior del territorio europeo;
- la represión del crimen organizado, especialmente el de dimensión transfronteriza;
- la protección de datos de carácter personal o confidenciales;
- la protección civil ante catástrofes de origen natural o humano.

Las medidas de naturaleza legislativa que a este respecto elabore o proyecte su departamento -integrado esencialmente por la Dirección General de Asuntos de Interior- deberán ser elevadas, previa aprobación del Colegio, a la consideración del Consejo y del Parlamento Europeo para su adopción.

## Listado de Comisarios
| Comisarios de Asuntos de Interior | Estados miembros |  | Partido | Comisión Europea                                                | Título exacto de la cartera (Añadido, además de las carteras de Justicia) |
| --------------------------------- | ---------------- |  | ------- | --------------------------------------------------------------- | ------------------------------------------------------------------------- |
| Cecilia Malmström                 | Suecia           |  | PPL     | Comisión Barroso (10 de febrero de 2010-1 de noviembre de 2014) | Asuntos Interiores                                                        |
| Dimitris Avramópulos              | Grecia           |  | ND      | Comisión Juncker (Desde el 1 de noviembre de 2014)              | Migración, Asuntos de Interior y Ciudadanía                               |

## Competencias migratorias y en otros ámbitos
Si la seguridad interior constituye la primera de las dos ramas en que se reparte la acción y competencia del departamento de Asuntos de Interior, la segunda gran política que debe dirigir y encauzar su titular es la migratoria, lo que incluye necesariamente el control y vigilancia de las fronteras exteriores de la Unión. A este respecto, el Comisario de Interior entiende de:
- las políticas de visados, asilo y de acogimiento permanente o temporal, incluida la gestión de los medios y recursos destinados a tal fin, y garantizando un trato acorde a los derechos fundamentales para los inmigrados;
- la lucha contra la inmigración ilegal y contra el tráfico de seres humanos y las redes que lo organizan;
- la gestión y supervisión de las fronteras exteriores de la Unión;
- la cooperación exterior en lo relacionado directamente con las anteriores competencias, y la negociación de los acuerdos necesarios, previo mandato del Consejo. A este respecto actuará bajo la coordinación del Alto Representante.